# Liste de logiciels antivirus
Une proposition de fusion est en cours entre Liste de logiciels antivirus et Liste de logiciels de sécurité informatique.

Logo symbolisant les antivirus.

Les antivirus sont des logiciels conçus pour identifier, neutraliser et éliminer des logiciels malveillants (dont les virus informatiques ne sont qu'une catégorie).

Ces derniers peuvent se baser sur l'exploitation de failles de sécurité, mais il peut également s'agir de logiciels modifiant ou supprimant des fichiers, que ce soit des documents de l'utilisateur stockés sur l'ordinateur infecté, ou des fichiers nécessaires au bon fonctionnement de l'ordinateur (le plus souvent ceux du système d'exploitation).
Les sociétés et logiciels antivirus ci-dessous sont classés par ordre alphabétique. Lorsque l'article n'existe pas encore dans l'encyclopédie, le lien signalé par un astérisque renvoie vers le site officiel.

## Tableau de comparaison des antivirus
| Logiciel                                              | Windows      | MacOS        | GNU/Linux                                                                                   | FreeBSD          | Unix | Licence      | Scan sur demande | Protection en temps réel                                  | Scan d'amorçage |
| ----------------------------------------------------- | ------------ | ------------ | ------------------------------------------------------------------------------------------- | ---------------- | ---- | ------------ | ---------------- | --------------------------------------------------------- | --------------- |
| Adaware                                               | Oui          | Non          | Non                                                                                         | Non              | Non  | Propriétaire | Oui              | Oui                                                       | Non             |
| Avira AntiVir Personal - Free Antivirus               | Oui          | Oui          | Non                                                                                         | Non              | Non  | Nagware      | Oui              | Oui                                                       | Non             |
| Avira AntiVir Premium                                 | Oui          | Oui          | Non                                                                                         | Oui              | Oui  | Propriétaire | Oui              | Oui                                                       | Non             |
| AOL Active Virus Shield (en)                          | Oui          | Non          | Non                                                                                         | Non              | Non  | Freeware     | Oui              | Oui                                                       | Non             |
| Avast! Professional Edition                           | Oui          | Oui          | Oui                                                                                         | Non              | Non  | Propriétaire | Oui              | Oui                                                       | Oui             |
| Avast! Home Edition                                   | Oui          | Oui          | Oui                                                                                         | Non              | Non  | Nagware      | Oui              | Oui                                                       | Oui             |
| Avetix Antivirus Free (plus actif depuis 2015)        | Oui          | Non          | Non                                                                                         | Non              | Non  | Freeware     | Oui              | Oui                                                       | Non             |
| Avetix Antivirus Pro                                  | Oui          | Non          | Non                                                                                         | Non              | Non  | Propriétaire | Oui              | Oui                                                       | Non             |
| AVG AntiVirus                                         | Oui          | Non          | Oui                                                                                         | Oui              | Non  | Propriétaire | Oui              | Oui                                                       | Non             |
| AVG AntiVirus Free                                    | Oui          | Non          | Oui                                                                                         | Non              | Non  | Nagware      | Oui              | Oui                                                       | Non             |
| Bitdefender                                           | Oui          | Oui          | Oui                                                                                         | Oui              | Non  | Propriétaire | Oui              | Oui                                                       | Non             |
| Bitdefender Free Edition                              | Oui          | Non          | Non                                                                                         | Non              | Non  | Nagware      | Oui              | Oui (avec Winpooch)                                       | Non             |
| BullGuard (it)                                        | Oui          | Non          | Non                                                                                         | Non              | Non  | Propriétaire | Oui              | Oui                                                       | Non             |
| ClamAV                                                | Avec ClamWin | Avec ClamXav | Avec optionnellement KlamAV (pour KDE) ou ClamTk (pour GNOME et autres environnements GTK). | Oui              | Oui  | GNU GPL      | Oui              | Oui (en ajoutant ClamWin et Clam Sentinel sous MSWindows) | Non             |
| eScan (nl)                                            | Oui          | Oui          | Oui                                                                                         | Oui              | Non  | Propriétaire | Oui              | Oui                                                       | Non             |
| CA Anti-Virus                                         | Oui          | Oui          | Oui                                                                                         | Non              | Oui  | Propriétaire | Oui              | Non                                                       | Non             |
| ClamWin                                               | Oui          | Non          | Non                                                                                         | Non              | Non  | GNU GPL      | Oui              | Avec Winpooch (périmé) ou Clam Sentinel                   | Non             |
| Comodo AntiVirus                                      | Oui          | Non          | Oui                                                                                         | Non              | Non  | Freeware     | Oui              | Oui                                                       | Oui             |
| Dr.Web (en) Security Space                            | Oui          | Oui          | Oui                                                                                         | Oui              | Oui  | Propriétaire | Oui              | Oui                                                       | Oui             |
| Dr.Web Antivirus                                      | Oui          | Oui          | Oui                                                                                         | Oui              | Oui  | Propriétaire | Oui              | Oui                                                       | Oui             |
| Dr.Web Katana                                         | Oui          | Non          | Non                                                                                         | Non              | Non  | Propriétaire | Oui              | Oui                                                       | Oui             |
| Fortinet FortiClient End Point Security               | Oui          | Non          | Non                                                                                         | Non              | Non  | Propriétaire | Oui              | Oui                                                       | Non             |
| F-Prot                                                | Oui          | Non          | Oui                                                                                         | Oui              | Oui  | Propriétaire | Oui              | Oui                                                       | Non             |
| Emsisoft Anti-Malware (de)                            | Oui          | Non          | Non                                                                                         | Non              | Non  | Propriétaire | Oui              | Oui                                                       | Oui             |
| Emsisoft Anti-Malware (de)                            | Oui          | Non          | Non                                                                                         | Non              | Non  | Freeware     | Oui              | Non                                                       | Non             |
| F-Secure                                              | Oui          | Oui          | Non                                                                                         | Non              | Non  | Propriétaire | Oui              | Oui                                                       | Non             |
| G Data CyberDefense                                   | Oui          | Oui          | Non                                                                                         | Non              | Non  | Propriétaire | Oui              | Oui                                                       | Non             |
| iAntivirus                                            | Oui          | Oui          | Non                                                                                         | Non              | Non  | Freeware     | Oui              | Oui                                                       | Non             |
| Kaspersky Anti-Virus                                  | Oui          | Oui          | Oui (SMB et ENT)                                                                            | Oui (SMB et ENT) | Oui  | Propriétaire | Oui              | Oui                                                       | Non             |
| McAfee VirusScan                                      | Oui          | Oui          | Non                                                                                         | Oui              | Oui  | Propriétaire | Oui              | Oui                                                       | Non             |
| Microsoft Security Essentials                         | Oui          | Non          | Non                                                                                         | Non              | Non  | Freeware     | Oui              | Oui                                                       | Non             |
| NOD32                                                 | Oui          | Oui          | Non                                                                                         | Oui              | Oui  | Propriétaire | Oui              | Oui                                                       | Non             |
| Norman Safeground (en)                                | Oui          | Non          | Oui                                                                                         | Non              | Non  | Propriétaire | Oui              | Oui                                                       | Non             |
| Norton AntiVirus (Symantec)                           | Oui          | Oui          | Non                                                                                         | Oui              | Oui  | Propriétaire | Oui              | Oui                                                       | Oui             |
| Norton 360 (en)                                       | Oui          | Oui          | Non                                                                                         | Non              | Non  | Propriétaire | Oui              | Oui                                                       | Oui             |
| Panda Antivirus                                       | Oui          | Oui          | Oui (serveurs)                                                                              | Non              | Non  | Propriétaire | Oui              | Oui                                                       | Non             |
| PC Tools AntiVirus                                    | Oui          | Oui          | Non                                                                                         | Non              | Non  | Propriétaire | Oui              | Oui                                                       | Non             |
| PC Tools AntiVirus Free Edition (interrompu)          | Oui          | Oui          | Non                                                                                         | Non              | Non  | Freeware     | Oui              | Oui                                                       | Non             |
| PCSafer Home edition[Information douteuse]            | Oui          | Non          | Non                                                                                         | Non              | Non  | Freeware     | Oui              | Oui                                                       | Non             |
| Qihoo 360 Internet Security                           | Oui          | Oui          | Non                                                                                         | Non              | Non  | Freeware     | Oui              | Oui                                                       | Oui             |
| Qihoo 360 Total Security                              | Oui          | Oui          | Non                                                                                         | Non              | Non  | Freeware     | Oui              | Oui                                                       | Oui             |
| Sophos Anti-Virus                                     | Oui          | Oui          | Oui                                                                                         | Oui              | Oui  | Propriétaire | Oui              | Oui                                                       | Non             |
| TrustPort (es) Antivirus                              | Oui          | Non          | Non                                                                                         | Non              | Non  | Propriétaire | Oui              | Oui                                                       |                 |
| Vba32 (VirusBlokAda)                                  | Oui          | Non          | Oui                                                                                         | Oui              | Non  | Propriétaire | Oui              | Seulement sur Windows                                     | Non             |
| VIPRE (en) Antivirus + Antispyware (Sunbelt Software) | Oui          | Oui          | Non                                                                                         | Non              | Non  | Propriétaire | Oui              | Oui                                                       | Oui             |
| VirusBarrier Plus (Intego)                            | Oui          | Oui          | Non                                                                                         | Non              | Non  | Propriétaire | Oui              | Oui                                                       | Oui             |
| VirusBarrier Express (Intego)                         | Oui          | Oui          | Non                                                                                         | Non              | Non  | Freeware     | Oui              | Oui                                                       | Oui             |
| VirusBarrier X5 (Intego)                              | Oui          | Oui          | Non                                                                                         | Non              | Non  | Propriétaire | Oui              | Oui                                                       | Oui             |
| VirusBuster (en)                                      | Oui          | Non          | Non                                                                                         | Non              | Non  | Propriétaire | Oui              | Oui                                                       | Non             |
| VirusKeeper (France)                                  | Oui          | Non          | Non                                                                                         | Non              | Non  | Propriétaire | Oui              | Oui                                                       | Non             |
| Windows Defender                                      | Oui          | Non          | Non                                                                                         | Non              | Non  | Freeware     | Oui              | Oui                                                       | Oui             |
| Zone Alarm Antivirus                                  | Oui          | Non          | Non                                                                                         | Non              | Non  | Propriétaire | Oui              | Oui                                                       | Oui             |

## Principales sociétés éditant des logiciels antivirus
- Aladdin Knowledge Systems (en)
- Avast Software
- Avetix
- Arcavir
- AVG Technologies
- Avira
- AxBx (France, éditeur de VirusKeeper)
- Bitdefender
- CA Technologies
- Dr.Web (en)
- Eset
- FRISK Software International (en)
- F-Secure Corporation
- G Data CyberDefense
- GeCAD (en)
- Hauri Inc.
- Intego
- Kaspersky Lab
- Lavasoft
- McAfee
- Microsoft
- MicroWorld Technologies : eScan (nl)
- MKS (przedsiębiorstwo) (pl)
- MSCWAY inc (ex netsms)
- Norman (société)
- Panda Security
- PC Tools
- Sophos
- Steganos
- Stiller Research
- Symantec Corporation
- TrustPort (ru)
- Trend Micro Incorporated
- VirusBlokAda (VBA32)

## Principaux logiciels antivirus

### Logiciels antivirus libres
- ClamAV, Antivirus libre (licence GPL) sous Linux.
- ClamWin, un des rares antivirus libre (licence GPL) et fonctionnel sur Windows. Il est basé sur ClamAV. Cet anti-virus ne détecte pas les virus en temps réel.
- Winpooch, Logiciel de protection contre les menaces venant d'Internet, basé sur ClamAV. (Abandonné)
- chkrootkit, détecteur de rootkit sous Unix.
- Moon Secure AV, antivirus pour Windows avec protection résidente, basé sur ClamAV.
- Abandonné : Armadito[6], (Microsoft Windows, Linux Debian/Ubuntu) l'antivirus gratuit réalisé par l'éditeur Teclib' à la suite du projet Davfi (Démonstrateur Antivirus Français & International). Utilise ClamAV comme scanner.
- Abandonné : iAntivirus, gratuit pour Mac OS.
- Abandonné : Uhuru (antivirus) était une implémentation du projet Davfi avec Uhuru Mobile, un antivirus pour plateforme Android.
- Abandonné : OpenAntivirus Project, dispose de fonctionnalité comme VirusHammer en tant que scanner ainsi que ScannerDaemon ou encore PatternFinder.

### Logiciels antivirus propriétaires
- Avira Antivir, freemium.
- AVG AntiVirus, freemium.
- Avast!, freemium.
- Bitdefender, souvent classé, avec Kaspersky et NOD32[7], comme une des meilleures protections antivirus. Existe en freemium.
- Comodo Internet Security, peu répandu en France.
- Dr.Web (en)[8], russe.
- F-Secure
- G Data Antivirus, DoubleScan: les solutions G Data intègrent 2 moteurs d’analyse antivirus (le moteur de Bitdefender, baptisé moteur A, et celui Close Cap, moteur B).
- Kaspersky Antivirus, russe, dont l'utilisation est déconseillée[9],[10] depuis l'invasion en Ukraine (l'éditeur défend son impartialité et sa fiabilité[11])
- Malwarebytes, n'enlève pas que les virus mais aussi les spywares, adwares, chevaux de Troie...
- McAfee VirusScan
- Microsoft Windows Defender, intégré à Windows.
- Eset NOD32
- Norton AntiVirus, par Symantec.
- Panda Security (espagne)
- SentinelOne, antivirus sans signature de nouvelle génération.